# Kovács Gyula (keramikus)
Kovács Gyula (Hódmezővásárhely, 1945. december 19. – Budapest, 2004. október 29.) magyar keramikus, egyetemi tanár. Az MKT és a Magyar Szépműves Céh tagja volt.

## Életpályája
Szülei: Kovács Gyula és Kecskés Éva voltak. 1972-ben végzett az Iparművészeti Főiskola kerámia szakán. 1972-től önálló iparművész volt. 1973–1977 között a Képcsarnok számára dolgozott. 1975-től a Képző- és Iparművész Szövetkezet választmányi és szakosztályi vezetőségi tagja volt. 1987-től az Iparművészeti Főiskola plasztika tanszékén mintázást és formatant tanított; 1988-tól adjunktus volt. 1987-től a genfi Kerámia Akadémia tagja volt.
Részt vett a Siklósi Kerámia Symposion rekonstrukciójában. Kecskeméten a Nemzetközi Kerámiastúdió művészeti tanácsadója volt.
Sírja a Farkasréti temetőben található (11/1-1).

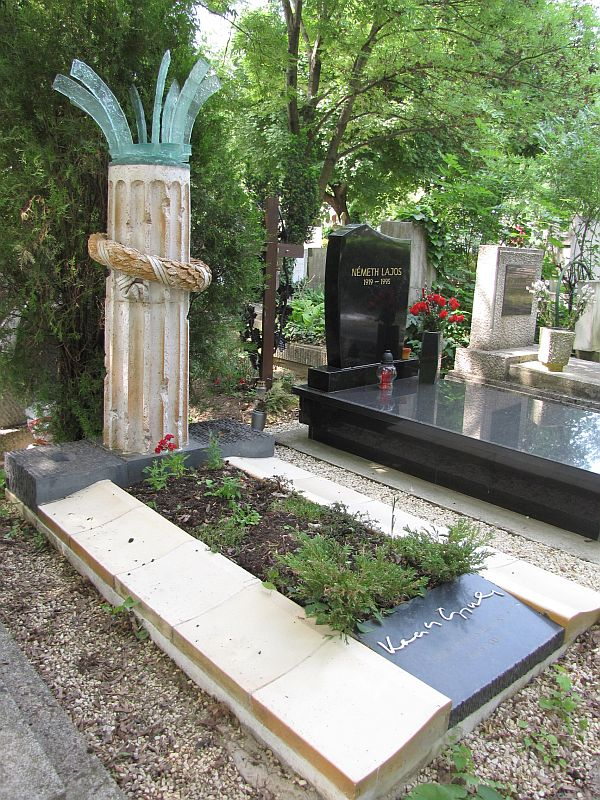
Kovács Gyula keramikus sírja Budapesten. Farkasréti temető: 11/1-1.

## Magánélete
1968-ban házasságot kötött Megyesi Katalinnal. Két fiuk született: Gáspár (1972) és Milán (1979).

## Egyéni kiállításai
- 1988, 1990, 1996 Erlangen
- 1990 Wendelstein
- 1996 Budapest

## Művei
- Margit téri Óvoda épületdíszítő kerámiái (Debrecen, 1988)
- Ivókút (Debrecen, 1988)
- Tócóskerti Óvoda épületdíszítő kerámiái (Debrecen, 1988)
- Spagetti-Makaróni kerámiafal (Mezőtúr, 1988)
- Timpanon- és oszlopplasztika (Budapest, 1992)
- Ürömi utcai lakóház épületdíszei (Budapest, 1998)
- Generali-cégér (Debrecen, 2003)
- hegyeshalmi határátkelő
- mezőtúri pártház
- óbudai, újpesti, debreceni, kecskeméti köztéri alkotások

## Díjai
- Ferenczy Noémi-díj (1999)